# Danh sách cầu thủ bóng đá nữ tham dự Thế vận hội Mùa hè 2020
Dưới đây là danh sách cầu thủ các đội tuyển dự môn bóng đá nữ Thế vận hội Mùa hè 2020. Mỗi quốc gia phải nộp lên ban tổ chức danh sách 18 cầu thủ trong đội trong đó có tối thiểu hai thủ môn.
Tuổi, số trận và số bàn thắng tính tới trước trận đấu đầu tiên vào ngày 21 tháng 7 năm 2021.

## Bảng F

### Canada
Danh sách 22 vận động viên được cập nhật đến ngày 23 tháng 6 năm 2021.
Huấn luyện viên: Bev Priestman
| Số | VT | Cầu thủ                         | Ngày sinh (tuổi)            | Trận | Bàn | Câu lạc bộ              |
| -- | -- | ------------------------------- | --------------------------- | ---- | --- | ----------------------- |
| 1  | TM | Stephanie Labbé                 | 10 tháng 10, 1986 (34 tuổi) | 73   | 0   | Rosengård               |
| 2  | HV | Allysha Chapman                 | 25 tháng 1, 1989 (32 tuổi)  | 79   | 1   | Houston Dash            |
| 3  | HV | Kadeisha Buchanan               | 5 tháng 11, 1995 (25 tuổi)  | 103  | 4   | Lyon                    |
| 4  | HV | Shelina Zadorsky                | 24 tháng 10, 1992 (28 tuổi) | 72   | 2   | Tottenham Hotspur       |
| 5  | TV | Quinn                           | 11 tháng 8, 1995 (25 tuổi)  | 63   | 5   | OL Reign                |
| 6  | TĐ | Deanne Rose                     | 3 tháng 3, 1999 (22 tuổi)   | 55   | 10  | Florida Gators          |
| 7  | TV | Julia Grosso                    | 29 tháng 8, 2000 (20 tuổi)  | 24   | 0   | Texas Longhorns         |
| 8  | HV | Jayde Riviere                   | 22 tháng 1, 2001 (20 tuổi)  | 21   | 1   | Michigan Wolverines     |
| 9  | TĐ | Adriana Leon                    | 2 tháng 10, 1992 (28 tuổi)  | 71   | 19  | West Ham United         |
| 10 | HV | Ashley Lawrence                 | 11 tháng 6, 1995 (26 tuổi)  | 95   | 7   | Paris Saint-Germain     |
| 11 | TV | Desiree Scott                   | 31 tháng 7, 1987 (33 tuổi)  | 161  | 0   | Kansas City             |
| 12 | TĐ | Christine Sinclair (Đội trưởng) | 12 tháng 6, 1983 (38 tuổi)  | 299  | 186 | Portland Thorns         |
| 13 | TĐ | Évelyne Viens                   | 6 tháng 2, 1997 (24 tuổi)   | 7    | 2   | NJ/NY Gotham            |
| 14 | HV | Vanessa Gilles                  | 11 tháng 3, 1996 (25 tuổi)  | 8    | 0   | Bordeaux                |
| 15 | TĐ | Nichelle Prince                 | 19 tháng 2, 1995 (26 tuổi)  | 66   | 12  | Houston Dash            |
| 16 | TĐ | Janine Beckie                   | 20 tháng 8, 1994 (26 tuổi)  | 75   | 31  | Manchester City         |
| 17 | TV | Jessie Fleming                  | 11 tháng 3, 1998 (23 tuổi)  | 84   | 11  | Chelsea                 |
| 18 | TM | Kailen Sheridan                 | 16 tháng 7, 1995 (26 tuổi)  | 10   | 0   | NJ/NY Gotham            |
| 19 | TĐ | Jordyn Huitema                  | 8 tháng 5, 2001 (20 tuổi)   | 37   | 13  | Paris Saint-Germain     |
| 20 | TV | Sophie Schmidt                  | 28 tháng 6, 1988 (33 tuổi)  | 205  | 19  | Houston Dash            |
| 21 | HV | Gabrielle Carle                 | 12 tháng 10, 1998 (22 tuổi) | 25   | 1   | Florida State Seminoles |
| 22 | TM | Erin McLeod                     | 26 tháng 2, 1983 (38 tuổi)  | 118  | 0   | Orlando Pride           |

### Chile
Danh sách 22 vận động viên được cập nhật đến ngày 2 tháng 7 năm 2021.
Huấn luyện viên: José Letelier
| Số | VT | Cầu thủ                        | Ngày sinh (tuổi)            | Trận | Bàn | Câu lạc bộ           |
| -- | -- | ------------------------------ | --------------------------- | ---- | --- | -------------------- |
| 1  | TM | Christiane Endler (Đội trưởng) | 23 tháng 7, 1991 (29 tuổi)  | 80   | 0   | Paris Saint-Germain  |
| 2  | TV | Yastin Jiménez                 | 17 tháng 10, 2000 (20 tuổi) | 2    | 0   | Colo-Colo            |
| 3  | HV | Carla Guerrero                 | 23 tháng 12, 1987 (33 tuổi) | 71   | 5   | Universidad de Chile |
| 4  | TV | Francisca Lara                 | 29 tháng 7, 1990 (30 tuổi)  | 71   | 20  | Le Havre             |
| 5  | HV | Fernanda Ramírez               | 30 tháng 8, 1992 (28 tuổi)  | 1    | 0   | Universidad de Chile |
| 6  | TV | Nayadet López                  | 5 tháng 8, 1994 (26 tuổi)   | 4    | 0   | Santa Teresa         |
| 7  | TĐ | Yenny Acuña                    | 18 tháng 5, 1997 (24 tuổi)  | 3    | 0   | Santiago Morning     |
| 8  | TV | Karen Araya                    | 16 tháng 10, 1990 (30 tuổi) | 67   | 7   | Santiago Morning     |
| 9  | TĐ | María José Urrutia             | 17 tháng 12, 1993 (27 tuổi) | 22   | 2   | Colo-Colo            |
| 10 | TĐ | Yanara Aedo                    | 5 tháng 8, 1993 (27 tuổi)   | 70   | 10  | Rayo Vallecano       |
| 11 | TV | Yessenia López                 | 20 tháng 10, 1990 (30 tuổi) | 40   | 5   | Universidad de Chile |
| 12 | TM | Natalia Campos                 | 12 tháng 1, 1992 (29 tuổi)  | 9    | 0   | Universidad de Chile |
| 13 | HV | Fernanda Pinilla               | 6 tháng 11, 1993 (27 tuổi)  | 19   | 0   | Universidad de Chile |
| 14 | TV | Daniela Pardo                  | 9 tháng 5, 1988 (33 tuổi)   | 35   | 3   | Santiago Morning     |
| 15 | TĐ | Daniela Zamora                 | 13 tháng 11, 1990 (30 tuổi) | 51   | 5   | Djurgårdens IF       |
| 16 | TĐ | Rosario Balmaceda              | 23 tháng 3, 1999 (22 tuổi)  | 17   | 0   | Santiago Morning     |
| 17 | HV | Javiera Toro                   | 22 tháng 4, 1998 (23 tuổi)  | 17   | 0   | Sevilla              |
| 18 | HV | Camila Sáez                    | 17 tháng 10, 1994 (26 tuổi) | 62   | 8   | Rayo Vallecano       |
| 19 | TĐ | Javiera Grez                   | 11 tháng 7, 2000 (21 tuổi)  | 14   | 2   | Colo-Colo            |
| 20 | TV | Francisca Mardones             | 24 tháng 3, 1989 (32 tuổi)  | 39   | 1   | Santiago Morning     |
| 21 | HV | Valentina Díaz                 | 30 tháng 3, 2001 (20 tuổi)  | 4    | 0   | Colo-Colo            |
| 22 | TM | Antonia Canales                | 16 tháng 10, 2002 (18 tuổi) | 0    | 0   | Universidad Católica |

### Anh Quốc
Đội hình chính thức 22 vận động viên công bố ban đầu vào ngày 27 tháng 5 năm 2021. Trước giải, Carly Telford thay thế Karen Bardsley dính chấn thương.
Huấn luyện viên:  Hege Riise
| Số | VT | Cầu thủ          | Ngày sinh (tuổi)            | Trận | Bàn | Câu lạc bộ        |
| -- | -- | ---------------- | --------------------------- | ---- | --- | ----------------- |
| 1  | TM | Ellie Roebuck    | 23 tháng 9, 1999 (21 tuổi)  | 0    | 0   | Manchester City   |
| 2  | HV | Lucy Bronze      | 28 tháng 10, 1991 (29 tuổi) | 0    | 0   | Manchester City   |
| 3  | HV | Demi Stokes      | 12 tháng 12, 1991 (29 tuổi) | 0    | 0   | Manchester City   |
| 4  | TV | Keira Walsh      | 8 tháng 4, 1997 (24 tuổi)   | 0    | 0   | Manchester City   |
| 5  | HV | Steph Houghton   | 23 tháng 4, 1988 (33 tuổi)  | 5    | 3   | Manchester City   |
| 6  | TV | Sophie Ingle     | 2 tháng 9, 1991 (29 tuổi)   | 0    | 0   | Chelsea           |
| 7  | TĐ | Nikita Parris    | 10 tháng 3, 1994 (27 tuổi)  | 0    | 0   | Lyon              |
| 8  | TV | Kim Little       | 29 tháng 6, 1990 (31 tuổi)  | 5    | 0   | Arsenal           |
| 9  | TĐ | Ellen White      | 9 tháng 5, 1989 (32 tuổi)   | 4    | 0   | Manchester City   |
| 10 | TĐ | Fran Kirby       | 29 tháng 6, 1993 (28 tuổi)  | 0    | 0   | Chelsea           |
| 11 | TV | Caroline Weir    | 20 tháng 6, 1995 (26 tuổi)  | 0    | 0   | Manchester City   |
| 12 | HV | Rachel Daly      | 6 tháng 12, 1991 (29 tuổi)  | 0    | 0   | Houston Dash      |
| 13 | TM | Carly Telford    | 7 tháng 7, 1987 (34 tuổi)   | 0    | 0   | Chelsea           |
| 14 | HV | Millie Bright    | 21 tháng 8, 1993 (27 tuổi)  | 0    | 0   | Chelsea           |
| 15 | TĐ | Lauren Hemp      | 7 tháng 8, 2000 (20 tuổi)   | 0    | 0   | Manchester City   |
| 16 | HV | Leah Williamson  | 29 tháng 3, 1997 (24 tuổi)  | 0    | 0   | Arsenal           |
| 17 | TV | Georgia Stanway  | 3 tháng 1, 1999 (22 tuổi)   | 0    | 0   | Manchester City   |
| 18 | TV | Jill Scott       | 2 tháng 2, 1987 (34 tuổi)   | 5    | 1   | Everton           |
| 19 | TĐ | Niamh Charles    | 21 tháng 6, 1999 (22 tuổi)  | 0    | 0   | Chelsea           |
| 20 | TĐ | Ella Toone       | 2 tháng 9, 1999 (21 tuổi)   | 0    | 0   | Manchester United |
| 21 | HV | Lotte Wubben-Moy | 11 tháng 1, 1999 (22 tuổi)  | 0    | 0   | Arsenal           |
| 22 | TM | Sandy MacIver    | 18 tháng 6, 1998 (23 tuổi)  | 0    | 0   | Everton           |

### Nhật Bản
Danh sách 22 vận động viên được cập nhật đến ngày 18 tháng 6 năm 2021.
Huấn luyện viên: Asako Takakura
| Số | VT | Cầu thủ                   | Ngày sinh (tuổi)  | Trận | Bàn | Câu lạc bộ                   |
| -- | -- | ------------------------- | ----------------- | ---- | --- | ---------------------------- |
| 1  | TM | Sakiko Ikeda              | 8 tháng 9, 1992   | 18   | 0   | Urawa Reds                   |
| 2  | HV | Risa Shimizu              | 15 tháng 6, 1996  | 37   | 1   | Nippon TV Tokyo Verdy Beleza |
| 3  | HV | Saori Takarada            | 27 tháng 12, 1999 | 7    | 1   | Washington Spirit            |
| 4  | HV | Saki Kumagai (Đội trưởng) | 17 tháng 10, 1990 | 114  | 1   | Bayern Munich                |
| 5  | HV | Moeka Minami              | 7 tháng 12, 1998  | 15   | 1   | Urawa Reds                   |
| 6  | TV | Hina Sugita               | 31 tháng 1, 1997  | 23   | 2   | INAC Kobe Leonessa           |
| 7  | TV | Emi Nakajima              | 27 tháng 9, 1990  | 85   | 14  | INAC Kobe Leonessa           |
| 8  | TV | Narumi Miura              | 3 tháng 7, 1997   | 24   | 1   | Nippon TV Tokyo Verdy Beleza |
| 9  | TĐ | Yuika Sugasawa            | 5 tháng 10, 1990  | 75   | 24  | Urawa Reds                   |
| 10 | TĐ | Mana Iwabuchi             | 18 tháng 3, 1993  | 77   | 35  | Arsenal                      |
| 11 | TĐ | Mina Tanaka               | 28 tháng 4, 1994  | 47   | 23  | INAC Kobe Leonessa           |
| 12 | TV | Jun Endo                  | 24 tháng 5, 2000  | 17   | 1   | Nippon TV Tokyo Verdy Beleza |
| 13 | TV | Yuzuho Shiokoshi          | 1 tháng 11, 1997  | 3    | 2   | Urawa Reds                   |
| 14 | TV | Yui Hasegawa              | 29 tháng 1, 1997  | 46   | 11  | Milan                        |
| 15 | TĐ | Yuka Momiki               | 9 tháng 4, 1996   | 38   | 14  | OL Reign                     |
| 16 | HV | Asato Miyagawa            | 24 tháng 2, 1998  | 14   | 0   | Nippon TV Tokyo Verdy Beleza |
| 17 | HV | Nanami Kitamura           | 25 tháng 11, 1999 | 3    | 0   | Nippon TV Tokyo Verdy Beleza |
| 18 | TM | Ayaka Yamashita           | 29 tháng 9, 1995  | 40   | 0   | Nippon TV Tokyo Verdy Beleza |
| 19 | HV | Shiori Miyake             | 13 tháng 10, 1995 | 25   | 0   | INAC Kobe Leonessa           |
| 20 | TV | Honoka Hayashi            | 19 tháng 5, 1998  | 6    | 0   | AIK                          |
| 21 | TV | Momoka Kinoshita          | 2 tháng 3, 2003   | 4    | 1   | Nippon TV Tokyo Verdy Beleza |
| 22 | TM | Chika Hirao               | 31 tháng 12, 1996 | 2    | 0   | Albirex Niigata              |

## Bảng F

### Brasil
Danh sách 22 vận động viên được cập nhật đến ngày 18 tháng 6 năm 2021. Ngày 2 tháng 7 năm 2021, Adriana Leal da Silva rút lui do chấn thương, thay thế bởi Angelina.
Huấn luyện viên:  Pia Sundhage
| Số | VT | Cầu thủ            | Ngày sinh (tuổi)            | Trận | Bàn | Câu lạc bộ             |
| -- | -- | ------------------ | --------------------------- | ---- | --- | ---------------------- |
| 1  | TM | Bárbara            | 4 tháng 7, 1988 (33 tuổi)   | 93   | 0   | Kindermann             |
| 2  | HV | Poliana            | 6 tháng 2, 1991 (30 tuổi)   | 63   | 5   | Corinthians            |
| 3  | HV | Érika              | 4 tháng 2, 1988 (33 tuổi)   | 99   | 8   | Corinthians            |
| 4  | HV | Rafaelle           | 18 tháng 6, 1991 (30 tuổi)  | 58   | 8   | Palmeiras              |
| 5  | TV | Julia              | 7 tháng 10, 1997 (23 tuổi)  | 5    | 2   | Palmeiras              |
| 6  | HV | Tamires            | 10 tháng 10, 1987           | 91   | 5   | Corinthians            |
| 7  | TV | Duda               | 18 tháng 7, 1995 (26 tuổi)  | 3    | 1   | São Paulo              |
| 8  | TV | Formiga            | 3 tháng 3, 1978 (43 tuổi)   | 196  | 67  | São Paulo              |
| 9  | TĐ | Debinha            | 20 tháng 10, 1991 (29 tuổi) | 87   | 33  | North Carolina Courage |
| 10 | TV | Marta (Đội trưởng) | 19 tháng 2, 1986 (35 tuổi)  | 151  | 107 | Orlando Pride          |
| 11 | TV | Angelina           | 26 tháng 1, 2000            | 0    | 0   | OL Reign               |
| 12 | TĐ | Ludmila            | 1 tháng 12, 1994 (26 tuổi)  | 28   | 3   | Atlético Madrid        |
| 13 | HV | Bruna Benites      | 16 tháng 10, 1985 (35 tuổi) | 62   | 9   | Internacional          |
| 14 | HV | Jucinara           | 3 tháng 8, 1993 (27 tuổi)   | 16   | 0   | Levante                |
| 15 | TV | Geyse              | 27 tháng 3, 1998 (23 tuổi)  | 33   | 16  | Madrid CFF             |
| 16 | TĐ | Beatriz            | 17 tháng 12, 1993 (27 tuổi) | 78   | 31  | Palmeiras              |
| 17 | TV | Andressinha        | 1 tháng 5, 1995 (26 tuổi)   | 76   | 10  | Corinthians            |
| 18 | TM | Letícia            | 13 tháng 8, 1994 (26 tuổi)  | 66   | 0   | Benfica                |
| 19 | HV | Letícia Santos     | 2 tháng 12, 1994 (26 tuổi)  | 41   | 0   | Eintracht Frankfurt    |
| 20 | TĐ | Giovana            | 21 tháng 6, 2003 (18 tuổi)  | 2    | 0   | Barcelona              |
| 21 | TĐ | Andressa           | 10 tháng 11, 1992 (28 tuổi) | 89   | 20  | Roma                   |
| 22 | TM | Aline Reis         | 15 tháng 4, 1989 (32 tuổi)  | 13   | 0   | Granadilla             |

### Trung Quốc
26 vận động viên cập nhật đến ngày 8 tháng 6 năm 2021. 22 vận động viên cập nhật đến ngày 7 tháng 7 năm 2021.
Huấn luyện viên: Giả Tú Toàn
| Số | VT | Cầu thủ                  | Ngày sinh (tuổi)            | Trận | Bàn | Câu lạc bộ                |
| -- | -- | ------------------------ | --------------------------- | ---- | --- | ------------------------- |
| 1  | TM | Zhu Yu                   | 23 tháng 7, 1997 (23 tuổi)  | 1    | 0   | Wuhan Jianghan University |
| 2  | HV | Li Mengwen               | 28 tháng 3, 1995 (26 tuổi)  | 7    | 0   | Jiangsu                   |
| 3  | HV | Lâm Vũ Bình              | 28 tháng 2, 1992 (29 tuổi)  | 17   | 0   | Meizhou Hakka             |
| 4  | TV | Li Qingtong              | 14 tháng 4, 1999 (22 tuổi)  | 1    | 0   | Meizhou Hakka             |
| 5  | HV | Ngô Hải Yến              | 26 tháng 2, 1993 (28 tuổi)  | 120  | 2   | Wuhan Jianghan University |
| 6  | TV | Zhang Xin                | 23 tháng 5, 1992 (29 tuổi)  | 9    | 2   | Shanghai Shengli          |
| 7  | TV | Vương Sương (Đội trưởng) | 23 tháng 1, 1995 (26 tuổi)  | 106  | 29  | Wuhan Jianghan University |
| 8  | TV | Wang Yan                 | 22 tháng 8, 1991 (29 tuổi)  | 30   | 0   | Beijing BG Phoenix        |
| 9  | TV | Miao Siwen               | 24 tháng 1, 1995 (26 tuổi)  | 1    | 0   | Shanghai Shengli          |
| 10 | TV | Wang Yanwen              | 27 tháng 3, 1999 (22 tuổi)  | 0    | 0   | Beijing BG Phoenix        |
| 11 | TĐ | Vương San San            | 27 tháng 1, 1990 (31 tuổi)  | 136  | 52  | Tianjin Shengde           |
| 12 | TM | Bành Thị Mộng            | 12 tháng 5, 1998 (23 tuổi)  | 30   | 0   | Jiangsu                   |
| 13 | TV | Yang Lina                | 13 tháng 4, 1994 (27 tuổi)  | 19   | 2   | Shanghai Shengli          |
| 14 | TV | Liu Jing                 | 28 tháng 4, 1998 (23 tuổi)  | 0    | 0   | Changchun Dazhong Zhuoyue |
| 15 | TĐ | Yang Man                 | 2 tháng 11, 1995 (25 tuổi)  | 16   | 3   | Shandong Sports Lottery   |
| 16 | HV | Wang Xiaoxue             | 20 tháng 10, 1994 (26 tuổi) | 2    | 0   | Jiangsu                   |
| 17 | HV | Luo Guiping              | 20 tháng 4, 1993 (28 tuổi)  | 8    | 0   | Meizhou Hakka             |
| 18 | TĐ | Wurigumula               | 26 tháng 8, 1996 (24 tuổi)  | 0    | 0   | Changchun Dazhong Zhuoyue |
| 19 | TV | Wang Ying                | 18 tháng 11, 1997 (23 tuổi) | 3    | 0   | Wuhan Jianghan University |
| 20 | TĐ | Xiao Yuyi                | 10 tháng 1, 1996 (25 tuổi)  | 30   | 4   | Shanghai Shengli          |
| 21 | TV | Chen Qiaozhu             | 8 tháng 9, 1999 (21 tuổi)   | 0    | 0   | Meizhou Hakka             |
| 22 | TM | Ding Xuan                | 11 tháng 2, 1989 (32 tuổi)  | 0    | 0   | Shanghai Shengli          |

### Hà Lan
Đội hình chính thức 22 vận động viên công bố vào ngày 16 tháng 6 năm 2021.
Ngày 20 tháng 7 có công bố Sherida Spitse rời khỏi đội hình do dính chấn thương đầu gối trong khi tập luyện. Wiegman bổ sung Joëlle Smits để thay thế. Smits, cũng như 1 thủ môn dự bị, đã ở cùng đội hình chỉ để phòng cho 1 tình huống cấp bách như vậy.
Chỉ đạo huấn luyện: Sarina Wiegman
| Số | VT | Cầu thủ                | Ngày sinh (tuổi)            | Trận | Bàn | Câu lạc bộ             |
| -- | -- | ---------------------- | --------------------------- | ---- | --- | ---------------------- |
| 1  | TM | Sari van Veenendaal    | 3 tháng 4, 1990 (31 tuổi)   | 74   | 0   | PSV                    |
| 2  | HV | Lynn Wilms             | 3 tháng 10, 2000 (20 tuổi)  | 12   | 1   | FC Twente              |
| 3  | HV | Stefanie van der Gragt | 16 tháng 8, 1992 (28 tuổi)  | 75   | 10  | Ajax                   |
| 4  | HV | Aniek Nouwen           | 9 tháng 3, 1999 (22 tuổi)   | 16   | 1   | PSV                    |
| 5  | HV | Merel van Dongen       | 11 tháng 2, 1993 (28 tuổi)  | 51   | 1   | Atlético Madrid        |
| 6  | TV | Jill Roord             | 22 tháng 4, 1997 (24 tuổi)  | 64   | 11  | Arsenal                |
| 7  | TĐ | Shanice van de Sanden  | 2 tháng 10, 1992 (28 tuổi)  | 85   | 19  | VfL Wolfsburg          |
| 9  | TĐ | Vivianne Miedema       | 15 tháng 7, 1996 (25 tuổi)  | 96   | 73  | Arsenal                |
| 10 | TV | Daniëlle van de Donk   | 5 tháng 8, 1991 (29 tuổi)   | 114  | 28  | Arsenal                |
| 11 | TĐ | Lieke Martens          | 16 tháng 12, 1992 (28 tuổi) | 123  | 49  | Barcelona              |
| 12 | HV | Sisca Folkertsma       | 21 tháng 5, 1997 (24 tuổi)  | 12   | 0   | FC Twente              |
| 13 | TV | Victoria Pelova        | 3 tháng 6, 1999 (22 tuổi)   | 11   | 0   | Ajax                   |
| 14 | TV | Jackie Groenen         | 17 tháng 12, 1994 (26 tuổi) | 71   | 7   | Manchester United      |
| 15 | HV | Kika van Es            | 11 tháng 10, 1991 (29 tuổi) | 70   | 0   | FC Twente              |
| 16 | TM | Lize Kop               | 17 tháng 3, 1998 (23 tuổi)  | 6    | 0   | Ajax                   |
| 17 | HV | Dominique Janssen      | 17 tháng 1, 1995 (26 tuổi)  | 71   | 2   | VfL Wolfsburg          |
| 18 | TĐ | Lineth Beerensteyn     | 11 tháng 10, 1996 (24 tuổi) | 66   | 12  | Bayern Munich          |
| 19 | TĐ | Renate Jansen          | 7 tháng 12, 1990 (30 tuổi)  | 48   | 4   | FC Twente              |
| 20 | TV | Inessa Kaagman         | 17 tháng 4, 1996 (25 tuổi)  | 11   | 0   | Brighton & Hove Albion |
| 21 | HV | Anouk Dekker           | 15 tháng 11, 1986 (34 tuổi) | 86   | 7   | Montpellier            |
| 22 | TM | Loes Geurts            | 12 tháng 1, 1986 (35 tuổi)  | 125  | 0   | BK Häcken              |
|    | TĐ | Joëlle Smits           | 7 tháng 2, 2000 (21 tuổi)   | 4    | 0   | PSV                    |

### Zambia
22 vận động viên nêu tên vào ngày 2 tháng 7 năm 2021.
Huấn luyện viên trưởng: Bruce Mwape
| Số | VT | Cầu thủ            | Ngày sinh (tuổi)            | Trận | Bàn | Câu lạc bộ         |
| -- | -- | ------------------ | --------------------------- | ---- | --- | ------------------ |
| 1  | TM | Catherine Musonda  | 20 tháng 2, 1998 (23 tuổi)  |      |     | Indeni Roses       |
| 2  | HV | Fikile Khosa       | 24 tháng 7, 1996 (24 tuổi)  |      |     | Red Arrows         |
| 3  | HV | Lushomo Mweemba    | 10 tháng 4, 2001 (20 tuổi)  |      |     | Green Buffaloes    |
| 4  | HV | Esther Siamfuko    | 8 tháng 8, 2004 (16 tuổi)   |      |     | Queens Academy     |
| 5  | HV | Anita Mulenga      | 3 tháng 5, 1995 (26 tuổi)   |      |     | Green Buffaloes    |
| 6  | TV | Mary Wilombe       | 22 tháng 9, 1997 (23 tuổi)  |      |     | Red Arrows         |
| 7  | TĐ | Lubandji Ochumba   | 1 tháng 7, 2001 (20 tuổi)   |      |     | Red Arrows         |
| 8  | HV | Margaret Belemu    | 24 tháng 2, 1997 (24 tuổi)  |      |     | Red Arrows         |
| 9  | TĐ | Hellen Mubanga     | 23 tháng 5, 1995 (26 tuổi)  |      |     | Zaragoza CFF       |
| 10 | TV | Grace Chanda       | 11 tháng 6, 1997 (24 tuổi)  |      |     | Red Arrows         |
| 11 | TĐ | Barbara Banda      | 20 tháng 3, 2000 (21 tuổi)  |      |     | Shanghai Shengli   |
| 12 | TĐ | Avell Chitundu     | 30 tháng 7, 1997 (23 tuổi)  |      |     | ZESCO United       |
| 13 | HV | Martha Tembo       | 8 tháng 3, 1998 (23 tuổi)   |      |     | Green Buffaloes    |
| 14 | TV | Ireen Lungu        | 6 tháng 10, 1997 (23 tuổi)  |      |     | Green Buffaloes    |
| 15 | TV | Agness Musase      | 11 tháng 7, 1997 (24 tuổi)  |      |     | Green Buffaloes    |
| 16 | TM | Hazel Nali         | 4 tháng 4, 1998 (23 tuổi)   |      |     | Hapoel Be'er Sheva |
| 17 | TV | Racheal Kundananji | 3 tháng 6, 2000 (21 tuổi)   |      |     | BIIK Kazygurt      |
| 18 | HV | Vast Phiri         | 3 tháng 2, 1996 (25 tuổi)   |      |     | ZESCO United       |
| 19 | TV | Evarine Katongo    | 29 tháng 12, 2002 (18 tuổi) |      |     | ZISD Queens        |
| 20 | HV | Esther Mukwasa     | 24 tháng 10, 1996 (24 tuổi) |      |     | Indeni Roses       |
| 21 | TV | Hellen Chanda      | 19 tháng 6, 1998 (23 tuổi)  |      |     | Red Arrows         |
| 22 | TM | Ngambo Musole      | 26 tháng 6, 1998 (23 tuổi)  |      |     | ZESCO United       |

## Bảng G

### Úc
22 vận động viên sau bị nêu tên cho đội Úc.
Huấn luyện viên trưởng:  Tony Gustavsson
| Số | VT | Cầu thủ              | Ngày sinh (tuổi)            | Trận | Bàn | Câu lạc bộ               |
| -- | -- | -------------------- | --------------------------- | ---- | --- | ------------------------ |
| 1  | TM | Lydia Williams       | 13 tháng 5, 1988 (33 tuổi)  | 89   | 0   | Arsenal                  |
| 2  | TĐ | Sam Kerr (captain)   | 10 tháng 9, 1993 (27 tuổi)  | 92   | 42  | Chelsea                  |
| 3  | TV | Kyra Cooney-Cross    | 15 tháng 2, 2002 (19 tuổi)  | 2    | 0   | Melbourne Victory        |
| 4  | HV | Clare Polkinghorne   | 1 tháng 2, 1989 (32 tuổi)   | 128  | 11  | Vittsjö GIK              |
| 5  | TV | Aivi Luik            | 18 tháng 3, 1985 (36 tuổi)  | 29   | 0   | Sevilla                  |
| 6  | TV | Chloe Logarzo        | 22 tháng 12, 1994 (26 tuổi) | 48   | 8   | Kansas City              |
| 7  | HV | Steph Catley         | 26 tháng 1, 1994 (27 tuổi)  | 84   | 3   | Arsenal                  |
| 8  | TV | Elise Kellond-Knight | 10 tháng 8, 1990 (30 tuổi)  | 113  | 2   | Hammarby IF              |
| 9  | TĐ | Caitlin Foord        | 11 tháng 11, 1994 (26 tuổi) | 86   | 20  | Arsenal                  |
| 10 | TV | Emily van Egmond     | 12 tháng 7, 1993 (28 tuổi)  | 101  | 23  | West Ham United          |
| 11 | TĐ | Mary Fowler          | 14 tháng 2, 2003 (18 tuổi)  | 8    | 1   | Montpellier              |
| 12 | HV | Ellie Carpenter      | 28 tháng 4, 2000 (21 tuổi)  | 44   | 1   | Lyon                     |
| 13 | TV | Tameka Yallop        | 16 tháng 6, 1991 (30 tuổi)  | 89   | 10  | Brisbane Roar            |
| 14 | HV | Alanna Kennedy       | 21 tháng 1, 1995 (26 tuổi)  | 91   | 7   | Tottenham Hotspur        |
| 15 | TĐ | Emily Gielnik        | 13 tháng 5, 1992 (29 tuổi)  | 41   | 10  | Vittsjö GIK              |
| 16 | TĐ | Hayley Raso          | 5 tháng 9, 1994 (26 tuổi)   | 50   | 6   | Everton                  |
| 17 | TĐ | Kyah Simon           | 25 tháng 6, 1991 (30 tuổi)  | 94   | 26  | PSV                      |
| 18 | TM | Teagan Micah         | 20 tháng 10, 1997 (23 tuổi) | 1    | 0   | Sandviken                |
| 19 | HV | Courtney Nevin       | 12 tháng 2, 2002 (19 tuổi)  | 2    | 0   | Western Sydney Wanderers |
| 20 | HV | Charlotte Grant      | 20 tháng 9, 2001 (19 tuổi)  | 0    | 0   | FC Rosengård             |
| 21 | HV | Laura Brock          | 28 tháng 11, 1989 (31 tuổi) | 63   | 2   | EA de Guingamp           |
| 22 | TM | Mackenzie Arnold     | 25 tháng 2, 1994 (27 tuổi)  | 26   | 0   | West Ham United          |

### New Zealand
Đội hình chính thức 22 vận động viên công bố vào ngày 25 tháng 6 năm 2021.
Huấn luyện viên trưởng:  Tom Sermanni
| Số | VT | Cầu thủ                | Ngày sinh (tuổi)            | Trận | Bàn | Câu lạc bộ              |
| -- | -- | ---------------------- | --------------------------- | ---- | --- | ----------------------- |
| 1  | TM | Erin Nayler            | 17 tháng 4, 1992 (29 tuổi)  | 71   | 0   | Reading                 |
| 2  | TV | Ria Percival           | 7 tháng 12, 1989 (31 tuổi)  | 150  | 14  | Tottenham Hotspur       |
| 3  | HV | Anna Green             | 20 tháng 8, 1990 (30 tuổi)  | 77   | 7   | Lower Hutt City         |
| 4  | HV | C. J. Bott             | 22 tháng 4, 1995 (26 tuổi)  | 24   | 1   | Vålerenga Fotball Damer |
| 5  | HV | Meikayla Moore         | 4 tháng 6, 1996 (25 tuổi)   | 41   | 3   | Liverpool               |
| 6  | HV | Claudia Bunge          | 21 tháng 9, 1999 (21 tuổi)  | 4    | 0   | Melbourne Victory       |
| 7  | HV | Ali Riley (Đội trưởng) | 30 tháng 10, 1987 (33 tuổi) | 134  | 1   | Orlando Pride           |
| 8  | HV | Abby Erceg             | 20 tháng 11, 1989 (31 tuổi) | 141  | 6   | North Carolina Courage  |
| 9  | TĐ | Gabi Rennie            | 7 tháng 7, 2001 (20 tuổi)   | 0    | 0   | Indiana Hoosiers        |
| 10 | TV | Annalie Longo          | 1 tháng 7, 1991 (30 tuổi)   | 123  | 15  | Melbourne Victory       |
| 11 | TĐ | Olivia Chance          | 5 tháng 10, 1993 (27 tuổi)  | 20   | 1   | Brisbane Roar           |
| 12 | TV | Betsy Hassett          | 4 tháng 8, 1990 (30 tuổi)   | 119  | 13  | Stjarnan                |
| 13 | TĐ | Paige Satchell         | 13 tháng 4, 1998 (23 tuổi)  | 18   | 1   | Canberra United         |
| 14 | TV | Katie Bowen            | 15 tháng 4, 1994 (27 tuổi)  | 70   | 3   | Kansas City NWSL        |
| 15 | TV | Daisy Cleverley        | 30 tháng 4, 1997 (24 tuổi)  | 9    | 2   | Georgetown Hoyas        |
| 16 | TV | Emma Rolston           | 10 tháng 11, 1996 (24 tuổi) | 5    | 6   | Northern Lights         |
| 17 | TĐ | Hannah Wilkinson       | 28 tháng 5, 1992 (29 tuổi)  | 97   | 26  | MSV Duisburg            |
| 18 | TM | Anna Leat              | 26 tháng 6, 2001 (20 tuổi)  | 4    | 0   | FFDP                    |
| 19 | HV | Elizabeth Anton        | 12 tháng 12, 1998 (22 tuổi) | 5    | 0   | FFDP                    |
| 20 | HV | Marisa van der Meer    | 27 tháng 3, 2002 (19 tuổi)  | 0    | 0   | FFDP                    |
| 21 | TĐ | Michaela Robertson     | 28 tháng 8, 1996 (24 tuổi)  | 0    | 0   | Lower Hutt City         |
| 22 | TM | Victoria Esson         | 6 tháng 3, 1991 (30 tuổi)   | 3    | 0   | Avaldsnes               |

### Thụy Điển
Đội hình chính thức 22 vận động viên công bố vào ngày 29 tháng 6 năm 2021.
Huấn luyện viên trưởng: Peter Gerhardsson
| Số | VT | Cầu thủ            | Ngày sinh (tuổi)            | Trận | Bàn | Câu lạc bộ        |
| -- | -- | ------------------ | --------------------------- | ---- | --- | ----------------- |
| 1  | TM | Hedvig Lindahl     | 29 tháng 4, 1983 (38 tuổi)  | 172  | 0   | Atlético Madrid   |
| 2  | HV | Jonna Andersson    | 2 tháng 1, 1993 (28 tuổi)   | 56   | 1   | Chelsea           |
| 3  | HV | Emma Kullberg      | 25 tháng 9, 1991 (29 tuổi)  | 6    | 0   | Häcken            |
| 4  | HV | Hanna Glas         | 16 tháng 4, 1993 (28 tuổi)  | 42   | 0   | Bayern Munich     |
| 5  | TV | Hanna Bennison     | 16 tháng 10, 2002 (18 tuổi) | 8    | 0   | Rosengård         |
| 6  | HV | Magdalena Eriksson | 8 tháng 9, 1993 (27 tuổi)   | 70   | 8   | Chelsea           |
| 7  | TĐ | Madelen Janogy     | 12 tháng 11, 1995 (25 tuổi) | 17   | 4   | Hammarby          |
| 8  | TV | Lina Hurtig        | 5 tháng 9, 1995 (25 tuổi)   | 38   | 12  | Juventus          |
| 9  | TV | Kosovare Asllani   | 29 tháng 7, 1989 (31 tuổi)  | 148  | 38  | Real Madrid       |
| 10 | TĐ | Sofia Jakobsson    | 23 tháng 4, 1990 (31 tuổi)  | 123  | 23  | Real Madrid       |
| 11 | TĐ | Stina Blackstenius | 5 tháng 2, 1996 (25 tuổi)   | 64   | 17  | Häcken            |
| 12 | TM | Jennifer Falk      | 26 tháng 4, 1993 (28 tuổi)  | 8    | 0   | Häcken            |
| 13 | HV | Amanda Ilestedt    | 17 tháng 1, 1993 (28 tuổi)  | 41   | 4   | Bayern Munich     |
| 14 | HV | Nathalie Björn     | 4 tháng 5, 1997 (24 tuổi)   | 26   | 4   | Rosengård         |
| 15 | TĐ | Olivia Schough     | 11 tháng 3, 1991 (30 tuổi)  | 83   | 11  | Rosengård         |
| 16 | TV | Filippa Angeldal   | 14 tháng 7, 1997 (24 tuổi)  | 11   | 4   | Häcken            |
| 17 | TV | Caroline Seger     | 19 tháng 3, 1985 (36 tuổi)  | 215  | 29  | Rosengård         |
| 18 | TĐ | Fridolina Rolfö    | 24 tháng 11, 1993 (27 tuổi) | 50   | 14  | VfL Wolfsburg     |
| 19 | TĐ | Anna Anvegård      | 10 tháng 5, 1997 (24 tuổi)  | 19   | 8   | Rosengård         |
| 20 | TV | Julia Roddar       | 16 tháng 2, 1992 (29 tuổi)  | 9    | 0   | Washington Spirit |
| 21 | TĐ | Rebecka Blomqvist  | 24 tháng 7, 1997 (23 tuổi)  | 8    | 1   | VfL Wolfsburg     |
| 22 | TM | Zećira Mušović     | 26 tháng 5, 1996 (25 tuổi)  | 5    | 0   | Chelsea           |

### Hoa Kỳ
Đội hình chính thức 22 vận động viên công bố vào ngày 23 tháng 6 năm 2021.
Huấn luyện viên trưởng:  Vlatko Andonovski
| Số | VT | Cầu thủ                       | Ngày sinh (tuổi)            | Trận | Bàn | Câu lạc bộ             |
| -- | -- | ----------------------------- | --------------------------- | ---- | --- | ---------------------- |
| 1  | TM | Alyssa Naeher                 | 20 tháng 4, 1988 (33 tuổi)  | 73   | 0   | Chicago Red Stars      |
| 2  | HV | Crystal Dunn                  | 3 tháng 7, 1992 (29 tuổi)   | 116  | 24  | Portland Thorns        |
| 3  | TV | Sam Mewis                     | 9 tháng 10, 1992 (28 tuổi)  | 77   | 23  | North Carolina Courage |
| 4  | HV | Becky Sauerbrunn (Đội trưởng) | 6 tháng 6, 1985 (36 tuổi)   | 188  | 0   | Portland Thorns        |
| 5  | HV | Kelley O'Hara                 | 4 tháng 8, 1988 (32 tuổi)   | 140  | 2   | Washington Spirit      |
| 6  | TV | Kristie Mewis                 | 25 tháng 2, 1991 (30 tuổi)  | 26   | 4   | Houston Dash           |
| 7  | TĐ | Tobin Heath                   | 29 tháng 5, 1988 (33 tuổi)  | 171  | 35  |                        |
| 8  | TV | Julie Ertz                    | 6 tháng 4, 1992 (29 tuổi)   | 110  | 20  | Chicago Red Stars      |
| 9  | TV | Lindsey Horan                 | 26 tháng 5, 1994 (27 tuổi)  | 98   | 22  | Portland Thorns        |
| 10 | TĐ | Carli Lloyd                   | 16 tháng 7, 1982 (39 tuổi)  | 306  | 126 | Gotham FC              |
| 11 | TĐ | Christen Press                | 29 tháng 12, 1988 (32 tuổi) | 149  | 63  |                        |
| 12 | HV | Tierna Davidson               | 19 tháng 9, 1998 (22 tuổi)  | 34   | 1   | Chicago Red Stars      |
| 13 | TĐ | Alex Morgan                   | 2 tháng 7, 1989 (32 tuổi)   | 180  | 110 | Orlando Pride          |
| 14 | HV | Emily Sonnett                 | 25 tháng 11, 1993 (27 tuổi) | 56   | 0   | Washington Spirit      |
| 15 | TĐ | Megan Rapinoe                 | 5 tháng 7, 1985 (36 tuổi)   | 179  | 59  | OL Reign               |
| 16 | TV | Rose Lavelle                  | 14 tháng 5, 1995 (26 tuổi)  | 56   | 14  | OL Reign               |
| 17 | HV | Abby Dahlkemper               | 13 tháng 5, 1993 (28 tuổi)  | 71   | 0   | Manchester City        |
| 18 | TM | Adrianna Franch               | 12 tháng 11, 1990 (30 tuổi) | 6    | 0   | Portland Thorns        |
| 19 | TV | Catarina Macario              | 4 tháng 10, 1999 (21 tuổi)  | 7    | 1   | Lyon                   |
| 20 | HV | Casey Krueger                 | 23 tháng 8, 1990 (30 tuổi)  | 34   | 0   | Chicago Red Stars      |
| 21 | TĐ | Lynn Williams                 | 21 tháng 5, 1993 (28 tuổi)  | 37   | 11  | North Carolina Courage |
| 22 | TM | Jane Campbell                 | 17 tháng 2, 1995 (26 tuổi)  | 5    | 0   | Houston Dash           |